# Gante-Wevelgem de 1934
A Gante-Wevelgem de 1934 foi a primeira edição da corrida ciclista Gante-Wevelgem e disputou-se a 9 de setembro de 1934 sobre uma distância de 120 km. Esta edição foi corrida integralmente por corredores amadores.
O belga Gustave Van Belle ganhou na prova ao impor-se em solitário. O seus compatriotas Maurice Vandenberghe e Jérôme Dufromont completaram o pódio. 

## Classificação final
| Posição | Ciclista             | Equipa | Tempo     |
| ------- | -------------------- | ------ | --------- |
| 1       | Gustave Van Belle    | -      | 3h 20'00" |
| 2       | Maurice Vandenberghe | -      | a 20"     |
| 3       | Jérôme Dufromont     | -      | a 1'10"   |
| 4       | Emile David          | -      | a 1'20"   |
| 5       | Richard Depoorter    | -      | a 2'40"   |
| 6       | André Hallaert       | -      | a 3'00"   |
| 7       | Joseph Devos         | -      | a 3'45"   |
| 8       | Joris Rogghe         | -      | m.t.      |
| 9       | Henri Pattyn         | -      | a 3'55"   |
| 10      | André Pattyn         | -      | a 4'10"   |